# Igor Shyshko
Igor Shyshko, né en 1975 en Biélorussie alors République soviétique, est un danseur de danse contemporaine de la Compagnie Rosas d'Anne Teresa De Keersmaeker.

## Biographie
Igor Shyshko étudie la danse contemporaine à Minsk de 1993 à 1997, date à laquelle il intègre P.A.R.T.S. à Bruxelles, créée par Anne Teresa De Keersmaeker. Durant sa période à P.A.R.T.S., il participe en tant que stagiaire à Drumming donné par la Compagnie Rosas de la chorégraphe flamande. Diplômé de P.A.R.T.S. en 2000, il est danseur chez Akram Khan pour la chorégraphie Rush.
Il devient, en septembre 2000, membre permanent de Rosas avec laquelle il danse dès lors toutes les nouvelles chorégraphies d'Anne Teresa De Keersmaeker dont Rain, (But If a Look Should) April Me, Raga for the Rainy Season / A Love Supreme, Bitches Brew/Tacoma Narrows, D'un soir un jour, Zeitung... Il est devenu depuis l'un des principaux danseurs de Rosas et l'un des plus immédiatement reconnaissables.
En 2011, il danse pour Michèle Noiret dans sa pièce Minutes opportunes.